# L.A.R.S.T.H.U.G
|  | Denne artikel er oprettet af botten Steenthbot ud fra en ekstern database. Den kan derfor have sproglige fejl eller mangler. Denne skabelon kan fjernes efter kontrol af indholdet. |

L.A.R.S.T.H.U.G er en dansk dokumentarfilm fra 2023 instrueret af Niklas Konoy, Lars H.U.G. og Lars Haagensen.

## Handling
Koncerten strækker sig over hele H.U.G.s karriere, fra den allerførste single med Kliché "Militskvinder", over 80'ernes og 90'ernes storhedstid med "Elsker Dig For Evigt" og "Natsværmer", et lille pitstop i de bossanovainspirerede sange som "Backwards" og helt til den sidste single "Altid Lys". Der er mindst én sang fra hvert af H.U.G. og Klichés 9 albums og mange flere fra de fleste. Derfor kan vi uden at ryste på hånden, kalde det for en G.R.E.A.T.E.S.T. L.I.V.E. Koncert.
Band: Kim Thomsen, trommer; Povl Kristian, keyboards; Mikkel Riber

## Medvirkende
- Lars H.U.G.